# AirMosaic
AirMosaic是以NCSA Mosaic瀏覽器為基礎的早期商業網頁瀏覽器。
该瀏覽器榮獲了Datamation的1994年度最佳產品獎。
AirMosaic瀏覽器作為軟件包的一部分提供：Internet In A Box。除此之外AirMosaic也可以作為試用版下載，然後作為單獨的產品透過網際網路購買。

## 特點
雖然Mosaic需要使用者安裝Win32s，但AirMosaic提供了與Mosaic相同的功能，以及一些新的功能，如不用編輯INI檔案的設定選單。其他功能包括：一個Kiosk模式和從Mosaic導入書籤的功能。